# Làng Greenwich
Làng Greenwich,
thường được người địa phương gọi đơn giản là "Làng", là một khu cư trú rộng lớn ở bờ tây của Hạ Manhattan tại thành phố New York, Bang New York. Phần lớn quận này là nơi định cư của những gia đình thuộc tầng lớp trung lưu cao (upper middle class). Tuy vậy, Làng Greenwich được biết đến từ cuối thế kỷ 19 đến giữa thế kỷ 20 như là nơi trú ẩn của các nghệ sĩ, thiên đường của chủ nghĩa Bohemian phóng khoáng, và là nơi khai sinh của cả phong trào phản văn hóa của thập niên 1960 lẫn thế hệ Beat ở Bờ Đông. Chính những thứ đem đến đặc điểm hấp dẫn ban đầu cho cộng đồng này sau đó đã đóng góp cho sự chỉnh trang đô thị và thương mại hóa nơi đây. Tên của làng này đã được Anh hóa từ tên tiếng Hà Lan Groenwijck, nghĩa là "Quận Xanh", thành Greenwich, tên một khu tự quản Luân Đôn, khu Greenwich.

## Vị trí

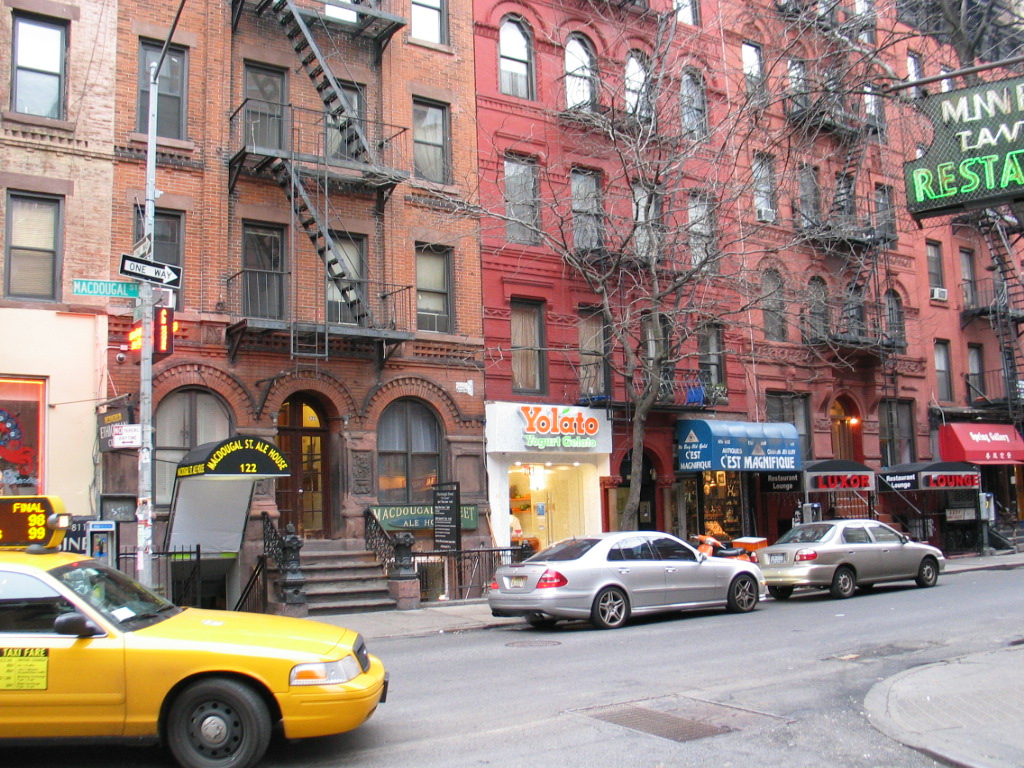
Phố MacDougal tại Làng Greenwich

Khu dân cư này được bao bọc bởi đường Broadway về phía đông, sông Hudson về phía tây, phố Houston về phía nam, phố 14 về phía bắc, và gần như nằm tại trung tâm của quảng trường Washington và Đại học New York. Các khu lân cận xung quanh nó là East Village và NoHo ở phía đông, SoHo ở phía nam, và Chelsea ở phía bắc. East Village từng được xem là một phần của Lower East Side và không bao giờ có dính dáng đến Làng Greenwich.